# Thaicom 6
O Thaicom 6 (também denominado de Africom 1) é um satélite de comunicação geoestacionário tailandês da série Thaicom construído pela Orbital Sciences Corporation (OSC), ele está localizado na posição orbital de 78.5 graus de longitude leste e é operado pela Thaicom. O satélite foi baseado na plataforma GeoStar-2.3 Bus e sua expectativa de vida útil é de 15.

## História
A Thaicom anunciou em 31 de maio, que selecionou a Orbital Sciences para construir o satélite e o provedor de serviços de lançamento Space Exploration Technologies (SpaceX) para lançar o satélite de telecomunicações Thaicom 6 após a aprovação do projeto de 160 milhões dólares pelo conselho de administração da Thaicom.
O Thaicom 6 é um satélite que pesa em torno de 3.000 kg, é operado a partir da posição orbital de 78,5 graus de longitude leste juntamente com o Thaicom 5 e leva 18 transponders ativos em banda C e 8 ativos em banda Ku.
A capacidade Africana do Thaicom 6, que é composta por 6 transponders em banda C, cada um com largura de banda de 72 MHz, está sendo comercializados sob a designação Africom 1.

## Lançamento
O satélite foi lançado com sucesso ao espaço no dia 6 de janeiro de 2014, às 22:06 UTC, por meio de um veículo Falcon-9 v1.1, lançado a partir da Estação da Força Aérea de Cabo Canaveral, na Flórida, EUA. Ele tinha uma massa de lançamento de 3.016 kg.

## Capacidade e cobertura
O Thaicom 6 é equipado com 24 transponders em banda C e 9 em banda Ku para atender o crescente mercado de televisão via satélite da Tailândia, Laos, Camboja, Mianmar, Sudeste Asiático e na África.